# Osmoxylon
Osmoxylon là chi thực vật có hoa trong họ Araliaceae.

## Các loài
- Osmoxylon amboinense
- Osmoxylon arrhenicum
- Osmoxylon articulatum
- Osmoxylon barbatum
- Osmoxylon boerlagei
- Osmoxylon borneense
- Osmoxylon camiguinense
- Osmoxylon carpophagarum
- Osmoxylon catanduanense
- Osmoxylon caudatum
- Osmoxylon celebicum
- Osmoxylon chrysanthum
- Osmoxylon confertiflorum
- Osmoxylon corneri
- Osmoxylon cumingii
- Osmoxylon dinagatense
- Osmoxylon ellipsoideum
- Osmoxylon eminens
- Osmoxylon fenicis
- Osmoxylon geelvinkianum
- Osmoxylon globulare
- Osmoxylon helleborinum
- Osmoxylon heterophyllum
- Osmoxylon humile
- Osmoxylon insidiator
- Osmoxylon insigne
- Osmoxylon kostermansii
- Osmoxylon kotoensis
- Osmoxylon lanceolatum
- Osmoxylon lineare
- Osmoxylon luzoniense
- Osmoxylon mariannense
- Osmoxylon masarangense
- Osmoxylon micranthum
- Osmoxylon miquelii
- Osmoxylon moluccanum
- Osmoxylon novoguineense
- Osmoxylon oblongifolium
- Osmoxylon oliveri
- Osmoxylon orientale
- Osmoxylon pachyphyllum
- Osmoxylon palmatum
- Osmoxylon pectinatum
- Osmoxylon pfeilii
- Osmoxylon pseudofoliatum
- Osmoxylon pulcherrimum
- Osmoxylon puniceopolleniferum
- Osmoxylon ramosii
- Osmoxylon reburrum
- Osmoxylon rectibrachiatum
- Osmoxylon russellense
- Osmoxylon serratifolium
- Osmoxylon sessiliflorum
- Osmoxylon simplicifolium (syn Osmoxylon simplicifolia)
- Osmoxylon soelaense
- Osmoxylon spathipedunculatum
- Osmoxylon striatifructum
- Osmoxylon superantiflorum
- Osmoxylon talaudense
- Osmoxylon tetrandrum
- Osmoxylon teysmannii
- Osmoxylon trilobatum
- Osmoxylon truncatum
- Osmoxylon umbelliferum
- Osmoxylon whitmorei
- Osmoxylon yatesii
- Osmoxylon zippelianum

## Hình ảnh

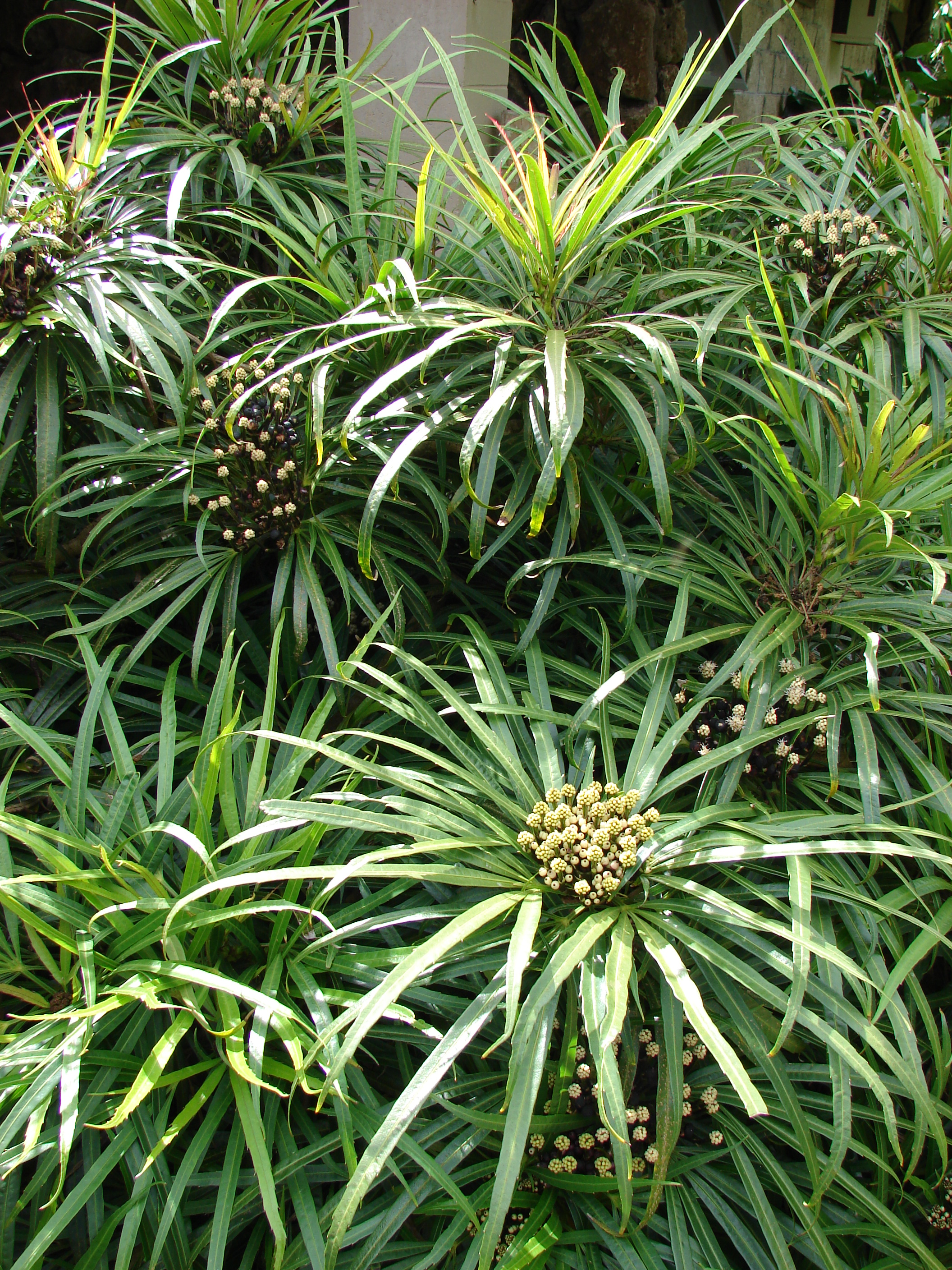
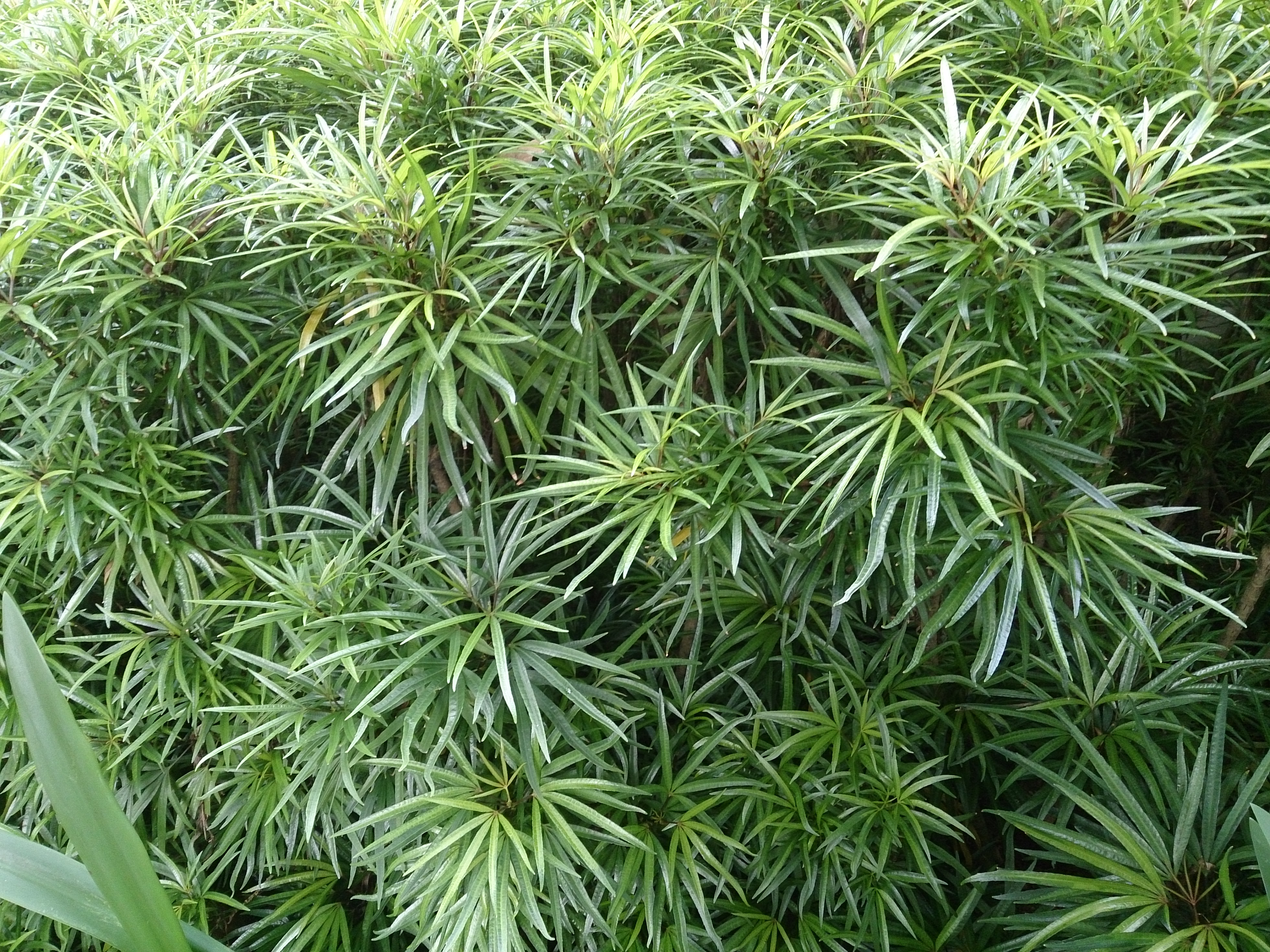
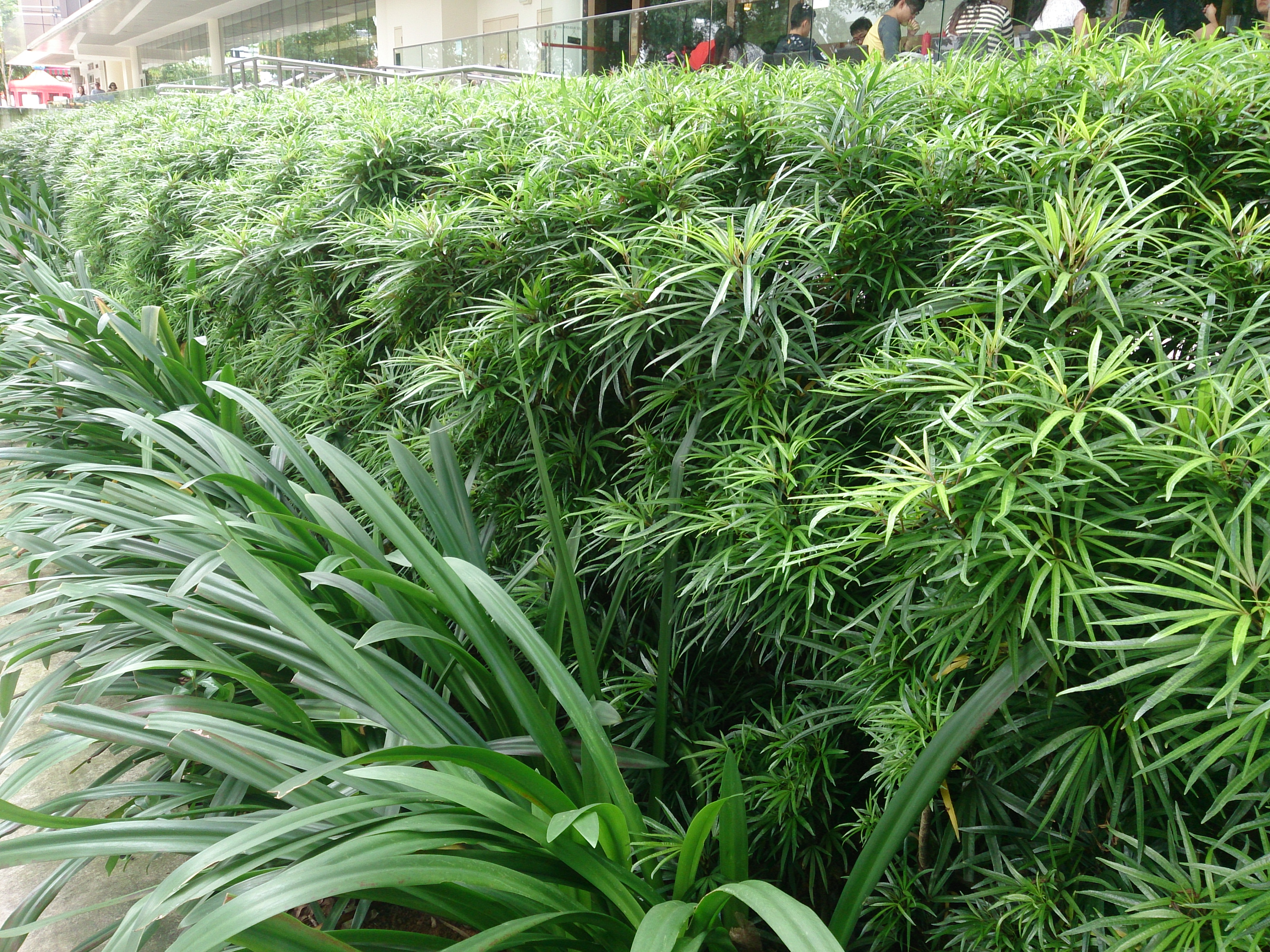
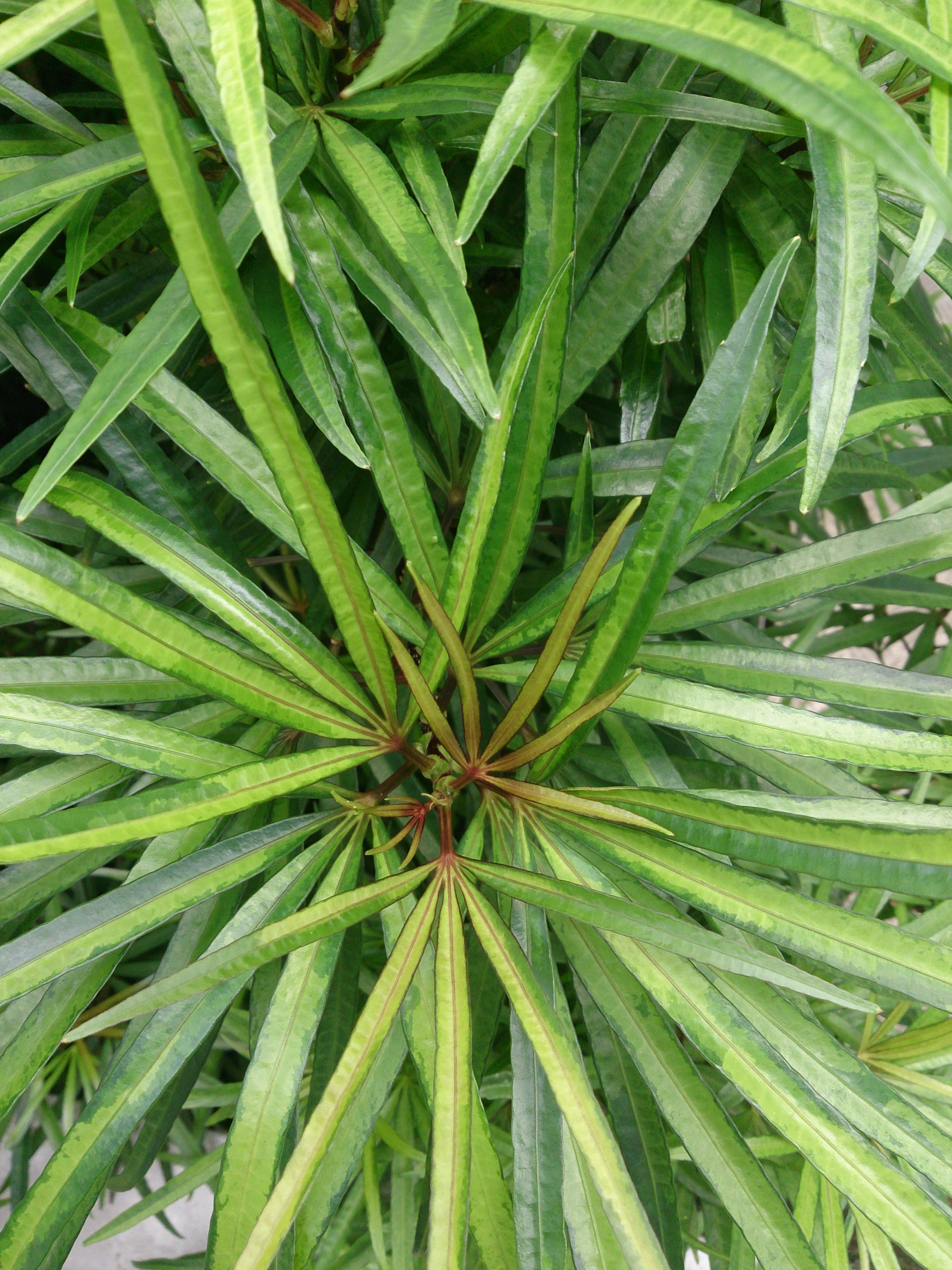